# Tatuí
Tatuí este un oraș în São Paulo (SP), Brazilia.